# Libro Sesto della Metafisica
Nel libro VI (Epsilon) della Metafisica, probabilmente un insieme di appunti per le lezioni, Aristotele distingue tre gruppi di scienze:
- le scienze teoretiche che hanno per oggetto il necessario;
- le scienze pratiche hanno per oggetto il possibile (ciò che può essere diverso da così com'è);
- le scienze poietiche o produttive che, come le scienze pratiche, hanno per oggetto il possibile.

## Scienze teoretiche
Le scienze teoretiche hanno come scopo la conoscenza disinteressata della realtà. Esse sono la metafisica, la fisica e la matematica.

## Scienze pratiche e poietiche
Le scienze pratiche ricercano l'illuminazione dell'agire e hanno come scopo il bene degli individui agenti e della comunità in cui sono inseriti. Sono l'etica e la politica; esse indagano l'ambito dell'agire individuale e collettivo. 

## Scienze poietiche o produttive
Le scienze poietiche o produttive hanno come scopo la produzione di opere o la manipolazione di oggetti. Esse sono le arti e le tecniche (architettura, musica, poesia, danza, retorica).
| Controllo di autorità | VIAF (EN) 203742498 · GND (DE) 4603128-5 |